# ویکتور کیول
ویکتور کیول (انگلیسی: Viktor Kjäll؛ زادهٔ ۱۳ ژوئن ۱۹۸۵) ورزشکار کرلینگ اهل سوئد است.